# Äkta palmmårdar
Äkta palmmårdar (Paradoxurus), förr kallade rullmårdar, är ett släkte i rovdjursfamiljen viverrider. Släktet består av tre eller fyra arter. 
Det vetenskapliga släktnamnet är bildat av det latinska ordet paradox (absurd) och det gammalgrekiska ordet oúrá (svans).

## Systematik och utbredning
Släktet omfattar tre eller fyra arter:
- Indisk palmmård (Paradoxurus hermaphroditus) - förekommer i stora delar av södra och sydöstra Asien.
- Paradoxurus zeylonensis - endemisk för Sri Lanka.
- Paradoxurus jerdoni- förekommer i delstaten Kerala i sydvästra Indien.
- Paradoxurus lignicolor - endemisk för Mentawaiöarna i närheten av Sumatra, listas ibland som underart till indisk palmmård.

## Utseende
Äkta palmmårdar har en kroppslängd på 43 till 71 centimeter samt en svanslängd på 41 till 66 centimeter. Vikten varierar mellan 1,5 och 4,5 kilogram. Indisk palmmård har grå päls med svarta fläckar. Hos de andra arterna är pälsen enfärgat gulaktig eller brunaktig.

## Ekologi
Äkta palmmårdarnas habitatet utgörs av skogar, huvudsakligen regnskogar. De är uteslutande aktiva på natten och vistas huvudsakligen i träd. På dagen vilar de i trädens håligheter eller tät vegetation. Utanför parningstiden lever varje individ ensam. De är allätare som livnär sig av mindre ryggradsdjur, insekter, frukter och frön. Efter dräktigheten som varar i ungefär 60 dagar föder honan två till fem ungdjur, som efter cirka ett år är könsmogna.

## Äkta palmmårdar och människan
Äkta palmmårdar är i viss mån kulturföljare och är inte rädda att vistas i närheten av människans boplatser. Indisk palmmård har dessutom en viktig roll i framställningen av kaffesorten Kopi Luwak. Arten infördes troligtvis av människan på flera öar där den ursprungligen inte var hemma. Paradoxurus jerdoni är däremot skygg.

### Status och hot
Det största hotet mot dessa djur är skogsskövlingen. IUCN listar Paradoxurus zeylonensis som sårbar (VU) på grund av det begränsade utbredningsområde.